# اللامسمى
اللامسمى، هي رواية صمويل بيكيت الثالثة والأخيرة في «ثلاثية» رواياته، والتي بدأت بمولوي وتبعتها مالون يموت، وقد صدرت عام 1953، حيث نشرت أول الأمر باللغة الفرنسية بعنوان "L'Innommable" وترجمها مؤلف آخر لاحقاً إلى اللغة الإنجليزية، ونشرت النسخة الإنجليزية عام 1958.